# Gençosman (Güngören)
Pour les articles homonymes, voir Gençosman.
Gençosman est un l'un des onze quartiers du district de Güngören sur la rive européenne d'Istanbul, en Turquie. En 2019, sa population s'élève à 39 615 habitants.